# C.D. San Cristóbal
C.D. San Cristóbal es un equipo español de fútbol sala situado en San Cristóbal de Segovia (provincia de Segovia).
Fue fundado el 21 de noviembre de 1999 en el municipio de Palazuelos de Eresma, pasando a pertenecer a San Cristóbal de Segovia en el momento de su independencia como municipio, el día 25 del mismo mes, actualmente juega en la Segunda división B de fútbol sala de España.